# Luzaropsis mjobergi
Luzaropsis mjobergi is een rechtvleugelig insect uit de familie krekels (Gryllidae). De wetenschappelijke naam van deze soort is voor het eerst geldig gepubliceerd in 1926 door Lucien Chopard.